# Zwartkeelheggenmus
De zwartkeelheggenmus (Prunella atrogularis) is een zangvogel uit de familie van heggenmussen (Prunellidae).

## Leefwijze
In de zomer eet deze vogel voornamelijk insecten terwijl hij in de winter leeft van bessen en zaden.

## Verspreiding en leefgebied
De soort telt twee ondersoorten:
- P. a. atrogularis: het Oeralgebergte van noordwestelijk Rusland.
- P. a. huttoni: de bergen van centraal Azië.